# Meurig ap Hywel
Pour les articles homonymes, voir Meurig.
Meurig ap Hywel est le roi de Gwent de 1045 à 1055.

## Biographie
Meurig est le fils et héritier de Hywel ap Owain. Sans doute impatient de la longévité de son père ;  Meurig, qui n'est mentionné comme témoin dans des donations qu'à partir de la décennie 1040, envahit le royaume de Gwent, capture aveugle et emprisonne Edwyn ap Gwriad en 1045, puis y installe son propre fils Cadwgan ap Meurig. À cette époque, Meurig est en fait un vassal de Gruffydd ap Rhydderch qui contrôle le Deheubarth et se proclame « roi de Galles du Sud ». Gruffyd est un souverain populaire qui déteste Meurig et qui incite des vikings, qui pillaient le Glywysing, à étendre leur expédition vers un Gwent alors dévasté. Meurig est finalement chassé du Gwent par Gruffydd ap Llywelyn de Gwynedd qui, en 1055, se proclame lui-même roi de l'ensemble du Pays de Galles. Cadwgan, le fils de Meurig, réussira à recouvrer le Morgannwg après la mort de Gruffyd en 1063 .